# HMS Fiji
L'HMS Fiji (Pennant number 58) è stata un incrociatore leggero della classe Crown Colony, tipo Fiji della Royal Navy. Venne impostato nei cantieri John Brown & Company il 30 marzo 1938, varato il 31 maggio 1939 ed entrò in servizio il 5 maggio 1940, in piena seconda guerra mondiale.

## Servizio
La Fiji fu la prima nave della sua classe ad entrare in servizio e per questo la classe è anche conosciuta con il suo nome. Al momento dell'ingresso in servizio venne assegnata alla Home Fleet. Il 31 agosto 1940 venne trasferita lungo la costa Atlantica dell'Africa per partecipare al Bombardamento di Dakar. Prima che potesse unirsi alla flotta incaricata della missione venne danneggiata da un siluro lanciato dall'U-Boot tedesco U-32 il 1º settembre, dovendo quindi tornare in patria per riparazioni a Greenock che durarono per i sei mesi successivi. Venne anche equipaggiata con un sistema radar e l'armamento antiaereo venne leggermente migliorato.
Tornata in servizio nel marzo 1941 ebbe compiti di pattuglia dello stretto di Danimarca per intercettare le possibili navi di superficie tedesche in uscita. Mentre si trovava in questa posizione non riuscì ad intercettare la Admiral Scheer di ritorno in patria. Nel mese di aprile venne trasferita presso la Forza H con compiti di blocco delle navi tedesche di stanza a Brest. Insieme con la Forza H venne trasferita nel Mediterraneo nei primi giorni di maggio, durante l'operazione Tiger, per supportare le operazioni di rifornimento della base di Malta.
Partecipò quindi alla Battaglia di Creta. Il 22 maggio seguente, poco dopo l'affondamento della Gloucester si trovava in formazione con i cacciatorpediniere Kandahar e Kingston, sottoposta a continui attacchi aerei. Durante il combattimento venne abbattuto un bombardiere nemico e altri due vennero gravemente danneggiati. Dopo oltre due ore di fuoco la nave esaurì le munizioni antiaeree, venendo a questo punto colpita da diverse bombe lanciate da Messerschmitt Bf 109. Successivamente una bomba lanciata da un aereo della Jagdgeschwader 77 esplose molto vicino alla fiancata sinistra della nave, aprendo una falla. La nave iniziò rapidamente ad inclinarsi a sinistra rimanendo in panne e praticamente indifesa, essendo quasi esaurite le munizioni da 102 mm. Venne quindi colpita da tre bombe lanciate da uno Stuka, costringendo il Capitano ad ordinare l'abbandono della nave. La Fiji affondò alle 20.15 dopo essersi capovolta. I cacciatorpediniere lasciarono le scialuppe e si ritirarono verso sud in attesa del buio. I sopravvissuti furono 523, 241 i marinai rimasti uccisi nell'affondamento.